# ذو المئبر المختبئ
ذو المئبر المختبئ (الاسم العلمي: Cryptarrhena)، جنس نباتات من فصيلة السحلبية. يتكون من ثلاثة أنواع معروفة. أعطانها العالم الجديد المداري

## قائمة الأنواع
- Cryptarrhena guatemalensis  Schltr. (1911) - أمريكا الوسطى، ترينيداد، أمريكا الجنوبية في أقصى الجنوب مثل البرازيل وبيرو
- Cryptarrhena kegelii  Rchb.f. (1852) - أمريكا الجنوبية في أقصى الجنوب مثل البرازيل وبوليفيا
- Cryptarrhena lunata  R.Br. (1816) - المكسيك، أمريكا الوسطى، كولومبيا، بيرو، ترينيداد، جامايكا